# Meridiano 25 oeste
El meridiano 25 oeste de Greenwich es una línea de longitud que se extiende desde el Polo Norte atravesando el Océano Ártico, Groenlandia, el Océano Atlántico, Cabo Verde, el Océano Antártico y la Antártida hasta el Polo Sur.
El meridiano 25º oeste forma un gran círculo con el meridiano 155 este.
En la Antártida, el meridiano define el límite oriental de la reivindicación territorial de Argentina y pasa a través de la reivindicación británica - las dos reclamaciones se superponen.

## De Polo a Polo
Comenzando en el Polo Norte y dirigiéndose hacia el Polo Sur, el meridiano 55 oeste pasa a través de:
| Coordenadas                       | País, territorio o mar | Notas |
| --------------------------------- | ---------------------- | --- |
| 90°0′N 25°0′O / 90.000, -25.000   | Océano Ártico          | Mar de Groenlandia |
| 83°9′N 25°0′O / 83.150, -25.000   | Groenlandia            | Tierra de Peary |
| 82°10′N 25°0′O / 82.167, -25.000  | Fiordo Independence    | |
| 82°0′N 25°0′O / 82.000, -25.000   | Groenlandia            | |
| 81°43′N 25°0′O / 81.717, -25.000  | Fiordo de Hagen        | |
| 81°35′N 25°0′O / 81.583, -25.000  | Groenlandia            | Continente, la isla Ymer, la isla Ella y el continente otra vez (que pasa a través de Stauning Alper en 72°0′N 25°0′O / 72.000, -25.000) |
| 71°17′N 25°0′O / 71.283, -25.000  | Scoresby Sund          | |
| 70°21′N 25°0′O / 70.350, -25.000  | Groenlandia            | |
| 69°9′N 25°0′O / 69.150, -25.000   | Océano Atlántico       | Pasando al este de la isla de São Miguel, Azores, Portugal (en 37°51′N 25°8′O / 37.850, -25.133) Pasando al oeste de los Islotes de las Hormigas, Azores, Portugal (en 36°16′N 24°47′O / 36.267, -24.783) Pasando al este de la Isla de Santa María, Azores, Portugal (en 36°56′N 25°1′O / 36.933, -25.017) |
| 17°7′N 25°0′O / 17.117, -25.000   | Cabo Verde             | Isla de Santo Antão e Isla de São Vicente |
| 16°46′N 25°0′O / 16.767, -25.000  | Océano Atlántico       | |
| 60°0′S 25°0′O / -60.000, -25.000  | Océano Antártico       | |
| 75°17′S 25°0′O / -75.283, -25.000 | Antártida              | Define el límite oriental de la Antártida Argentina, reclamada por Argentina Pasa a través del Territorio Antártico Británico, reclamado por Reino Unido |